# Cercocarpus breviflorus
Espèce
Cercocarpus breviflorus est une espèce de plantes à fleurs de la famille des Rosaceae. C'est un arbre ou un arbuste originaire d'Amérique du Nord.

## Description
Cercocarpus breviflorus est un arbre ou un grand arbuste à feuilles persistantes atteignant environ 5 mètres de haut, souvent avec plusieurs branches jaillissant de la base. Les petites feuilles sont oblongues à oblancéolées, jusqu'à 2 cm de large, pubescentes et entières à l'exception de quelques dents faibles près de l'apex. Elles ont des groupes de deux à quatre feuilles formant de petites touffes séparées par des longueurs de rameaux nus. Les fleurs tubées vert jaunâtre sont peu visibles et poussent à l'aisselle des feuilles. Les fruits sont des akènes aux styles torsadés, velus, allongés et persistants, ressemblant à de longues plumes étroites.

## Répartition

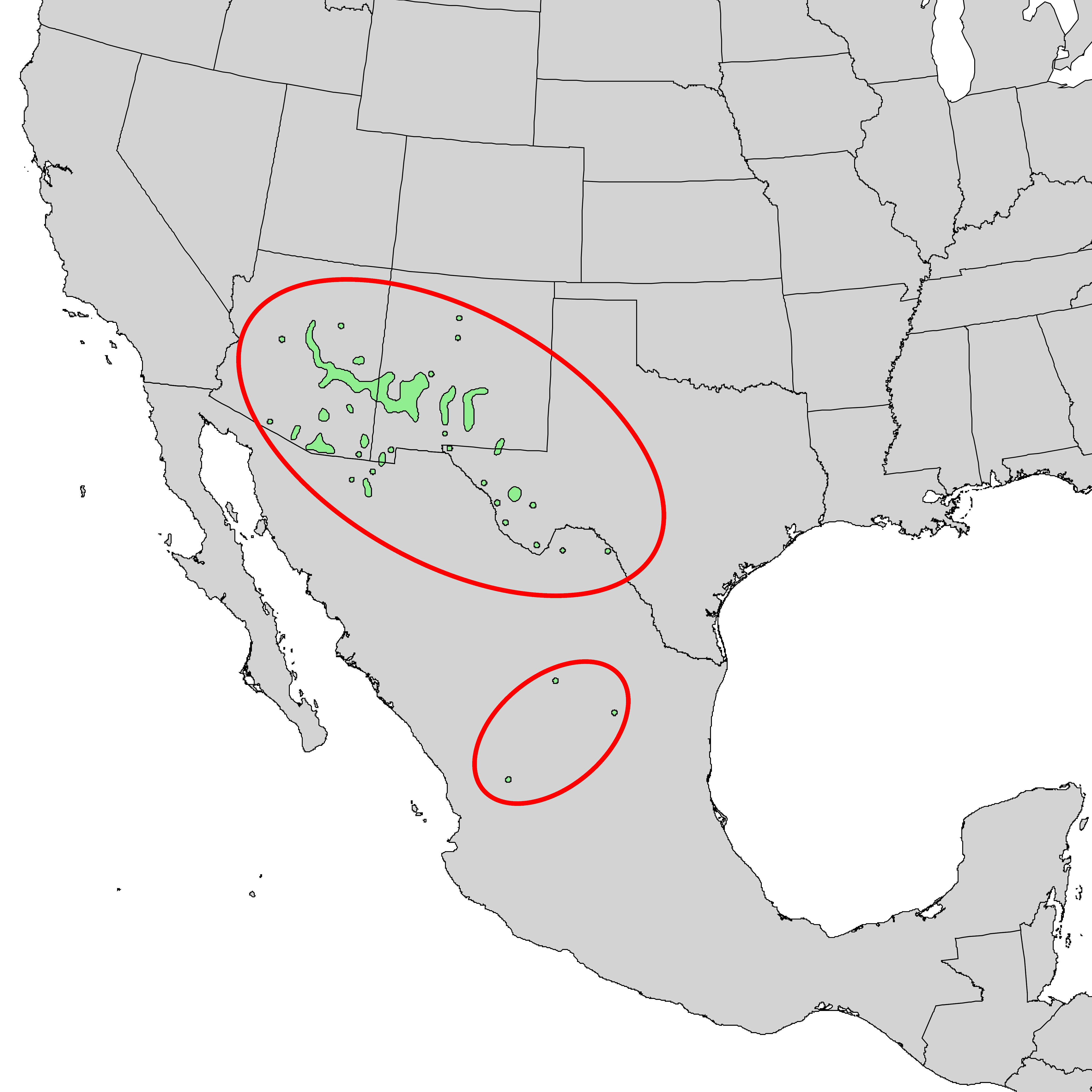
Aire de répartition de Cercocarpus breviflorus.

Cercocarpus breviflorus se trouve dans les régions montagneuses du sud-ouest des États-Unis (Texas, Nouveau-Mexique, Arizona) et du nord du Mexique (de Sonora à Tamaulipas, au sud jusqu'à Querétaro), à la fois sur le calcaire et sur la Roche magmatique.

## Écologie
Cercocarpus breviflorus pousse souvent en compagnie de Pinus edulis, Juniperus deppeana, Juniperus monosperma, Fendlera rupicola (en), Purshia tridentata, Quercus benthamii et Rhus trilobata (en). Les branches sont souvent fortement incrustées de lichens.